# Anton Kaufmann (Politiker)
Anton Kaufmann (* 3. Februar 1890; † 14. September 1977 in Groß Gerungs) war ein österreichischer Politiker (ÖVP) und Landwirt. Kaufmann war vom 12. Dezember 1945 bis zum 5. November 1949 Abgeordneter zum Landtag von Niederösterreich. Er war zudem von 1945 bis 1947 Bezirksparteiobmann und von 1950 bis 1955 Landeskammerrat.